# Preto Amaral
José Augusto do Amaral, mais conhecido como Preto Amaral (Conquista, 1871 – São Paulo, 2 de julho de 1927), é considerado o primeiro assassino em série brasileiro.

## Biografia

### Juventude e vida adulta
Amaral era filho de escravizados do Congo e Moçambique. Quando estava com 17 anos foi alforriado pela Lei Áurea. Logo depois, sem muita opção de trabalho, acabou se alistando ao exército e serviu em diversas cidades brasileiras, e até na Guerra de Canudos esteve. Desertou por diversas vezes em batalhões que serviu, seja no exército, ou na guarda policial e, por fim, acabou preso, por isso passando meses na cadeia.

### Crimes
No ano de 1926, quando já estava com 55 anos e tinha uma vida de andarilho e vivia de subempregos (bicos), cometeu o seu suposto primeiro crime. Foi acusado de estrangular e abusar um rapaz de 27 anos. O corpo foi encontrado nas imediações do Aeroporto Campo de Marte. Em alguns dos seus crimes ele cometia o ato de necrofilia nos corpos ainda quentes de suas vítimas. 
Depois desse ataque, supostamente cometeu mais outros dois crimes iguais, e ainda uma tentativa de esganamento e atentado violento ao pudor, mas o rapaz que ele tentara esta investida conseguiu escapar da morte porque o "Preto" teria se assustado e o deixado no local, e em seguida foi até a delegacia denunciá-lo.
Logo depois disso ele foi preso, torturado pela polícia e acabou confessando os seus supostos crimes. Já era famoso em São Paulo antes mesmo da sua prisão, pois os jornais da época estampavam notícias sobre um assassino em série na cidade e o mesmo já tinha as alcunhas na mídia local de "O Monstro Negro" e "O Diabo Preto".
Alguns casos continuaram a acontecer, mesmo com o Preto Amaral preso. Com isso, ele acabou virando uma lenda. A população revoltada queria o seu linchamento ou morte, mas o Preto Amaral morreu de tuberculose antes mesmo de ser julgado, cinco meses depois de ser preso, em 1927.

## Legado
Apesar de nunca ter sido julgado, ele é considerado o primeiro assassino em série brasileiro, e hoje sua história faz parte do Museu do Crime, em São Paulo.
Chegou até mesmo a ser realizada uma montagem teatral chamada Os crimes do Preto Amaral, para contar a história do suposto assassino em série.
Oitenta e cinco anos após as acusações dos crimes que chocaram a cidade de São Paulo, foi realizado um júri simulado no Salão Nobre da Faculdade de Direito da Universidade de São Paulo (Largo São Francisco), e Preto Amaral foi absolvido por 257 votos contra 57 pela condenação.